# Fuad Masum
Muhammad Fuad Masum (en árabe: محمد فؤاد معصوم Muhammad Fuad ma'sum, kurdo:  فوئاد مەعسووم) (Koy Sanjaq, 1 de junio de 1938) es un político, abogado, profesor y filósofo islámico iraquí de ascendencia kurda. Actualmente es miembro de la Unión Patriótica del Kurdistán. Entre 1992 y 1993 fue primer ministro de la región del Kurdistán iraquí, en 2010 fue portavoz del Consejo de Representantes de Irak. Fue el séptimo presidente de Irak desde el 24 de julio de 2014 hasta el 2 de octubre de 2018 tras una votación en el parlamento con 211 votos, sucediendo en el cargo a Yalal Talabani.

## Inicios y formación
Nació en la ciudad iraquí de Koy Sanjaq. Su familia proviene de la localidad perteneciente de Hawraman, Khabanen. Estudió en diferentes escuelas religiosas en la región del Kurdistán iraquí, hasta la edad de 18 años. Posteriormente pasó a estudiar Derecho y la Sharia en la Universidad de Bagdad (UOB). En el año 1958 se trasladó a la capital egipcia de El Cairo para ampliar y completar sus estudios en la Universidad de al-Azhar. Tras licenciarse regresó a su país en 1968, comenzando a trabajar como profesor de la Universidad de Basora. Años más tarde, en 1975, obtuvo un doctorado en Filosofía islámica.

## Carrera política
Fuad Masum inició su carrera política en el año 1962, uniéndose al Partido Comunista Iraquí. En 1964 viajó a Siria y pasó a formar parte del Partido Comunista Sirio (SCP), cuyo secretario general era Khalid Bakdash. Tras descubrir su ideología en contra de los kurdos, lo abandonó y se unió al Partido Democrático de Kurdistán (PDK). En 1968 fue representante del PDK en la ciudad de Basora y de la revolución kurda en El Cairo hasta 1975.
Un año después, fue uno de los miembros fundadores de la Unión Patriótica del Kurdistán (UPK). En 1992 fue el primer ministro de la región del Kurdistán iraquí hasta 1993. Tras la invasión de Irak de 2003, regresó a Bagdad para ser miembro de la delegación que representó en Kurdistán y del Comité de redacción de la constitución. Años más tarde, el día 14 de junio de 2010, fue elegido primer portavoz del Consejo de Representantes de Irak (Parlamento nacional), hasta el 11 de noviembre del mismo año.

## Presidente de Irak
En 2014, tras unas votaciones realizadas por los miembros del parlamento, Fuad Masum ganó con un total de 211 votos; su rival más cercano Barham Salih obtuvo 17. Tras estas votaciones Masum pasó a ser presidente electo del país y también por decisión de los diputados kurdos, que tradicionalmente tienen el control sobre la presidencia por el bien del equilibrio político. El secretario general de las Naciones Unidas, Ban Ki-moon, estuvo presente durante la decisión. Seguidamente en sucesión de Yalal Talabani, pasó a ser nombrado el día 24 de julio de 2014 séptimo presidente de Irak. Al ser investido como nuevo presidente, señaló la gran seguridad, las tareas políticas y económicas que se le enfrentan en este cargo.

## Familia
Masum está casado con su esposa Ronak, con la que ha tenido seis hijos: Shereen (n. 1969), Juwan (n. 1970), Zozan (n. 1977), Shilan (n. 1980), Veian (n. 1983) y Showan (n. 1973-1988) que falleció debido a una enfermedad durante su niñez.